# 第103戦闘攻撃飛行隊 (アメリカ海軍)
第103戦闘攻撃飛行隊(だい103せんとうこうげきひこうたい Strike Fighter Squadron One Zero Three)はアメリカ海軍の戦闘攻撃飛行隊。ニックネームはジョリーロジャース（「海賊旗（ジョリーロジャー）」項目参照）。VFA-103と表記されることが多い。元々はスラッガーズ（強打者）というニックネームだったが、1995年10月1日に解隊されたVF-84からニックネームとスカル&クロスボーンのマーキングを引き継いだ。

## 隊史

### 創設からベトナム戦争まで
第103戦闘攻撃飛行隊（以下VFA-103）は1952年5月1日、NASセシルフィールドでVF-103スラッガーズとしてF4Uコルセア装備の飛行隊として創設された。1954年からF9Fクーガー、1957年からF-8クルセイダーと使用機を次々に変更し、VF-102とコンビを組み空母コーラル・シーとフォレスタルに搭載されて地中海に展開した。その後、1965年にコンビを組む飛行隊をVF-31に変更すると同時にF-4ファントムに機種変更した。ベトナム戦争勃発に伴ってVF-103は1972年4月から翌年2月までトンキン湾上の空母サラトガから作戦行動を行い、8月10日夜にRobert Tucker少佐とStanley Edens中尉がMiG-21 1機をAIM-7で撃墜した。これはベトナム戦争の全期間を通じて唯一の夜間撃墜であった。

### ベトナム戦争以降
VF-103がF-14トムキャットに機種変更したのは1983年とF-14を装備する飛行隊の中で最も遅かったため、機種変更と同時にTARPSの運用能力も獲得している。また、東海岸に配備されたF-14飛行隊で初めてAIM-54 フェニックスの低高度発射を行ったのは本隊である。

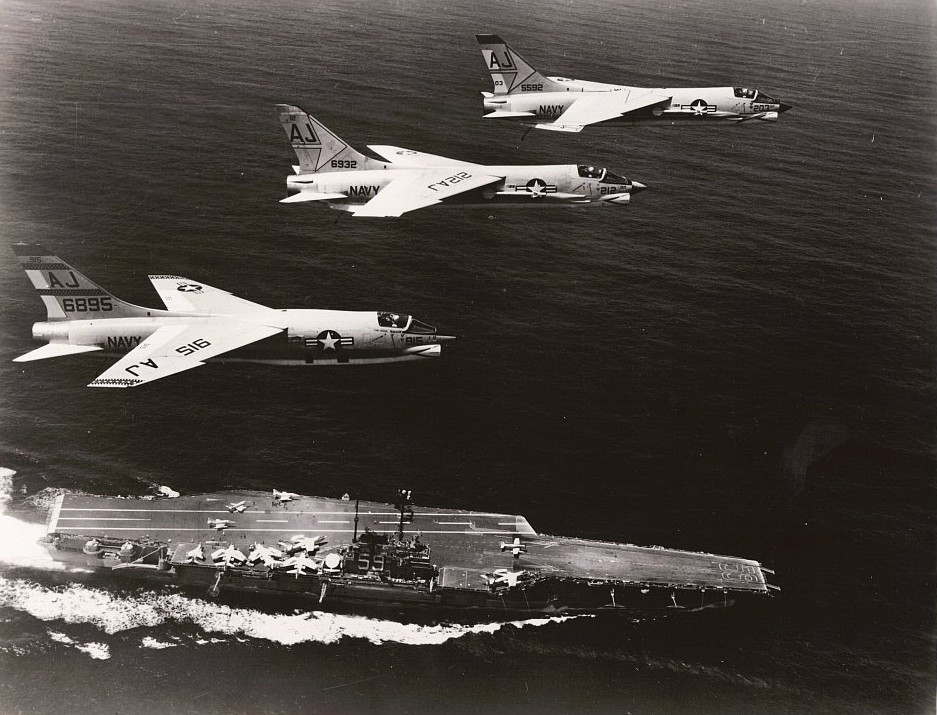
上2機がVF-103のF-8

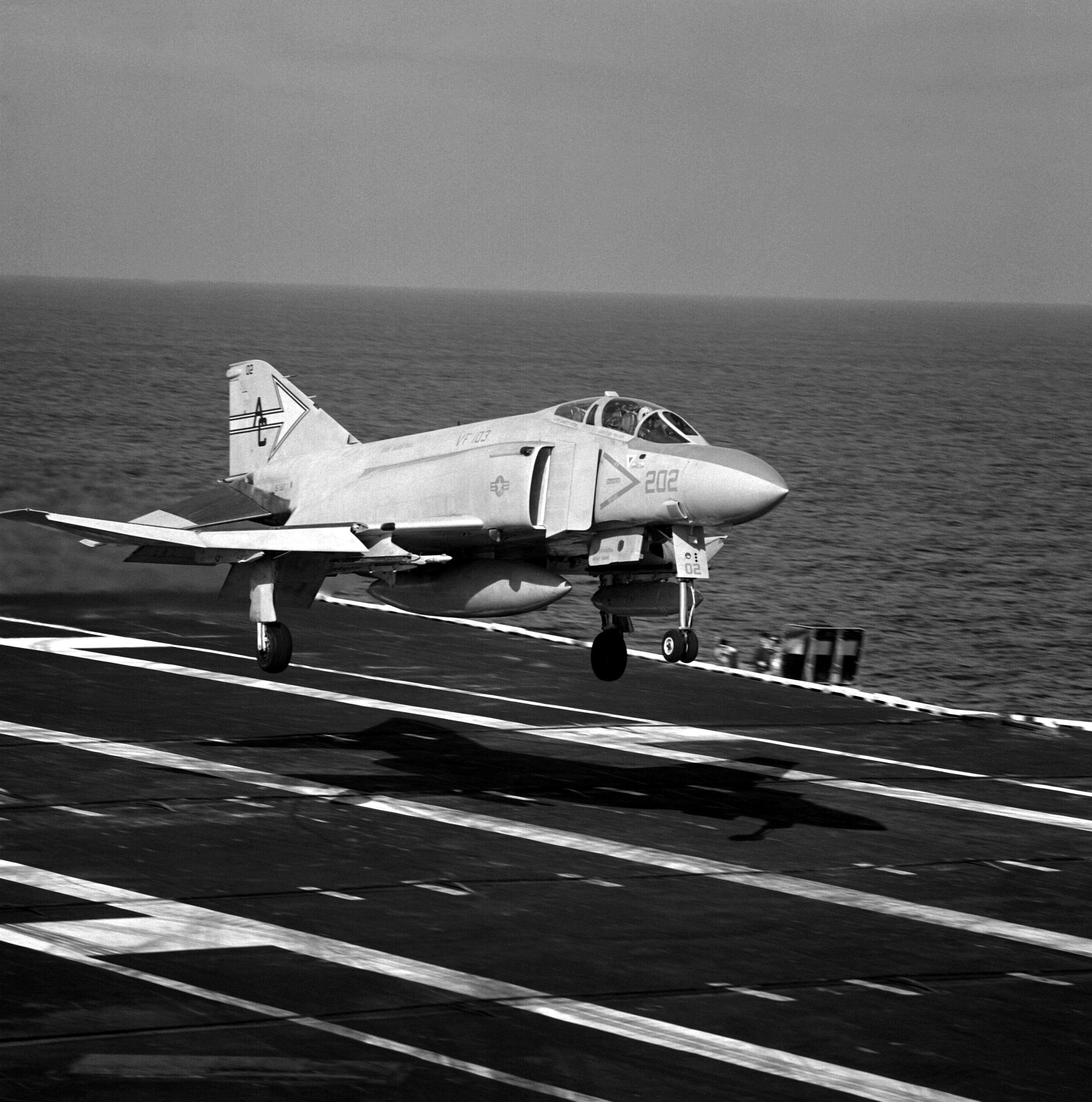
サラトガに着艦するF-4

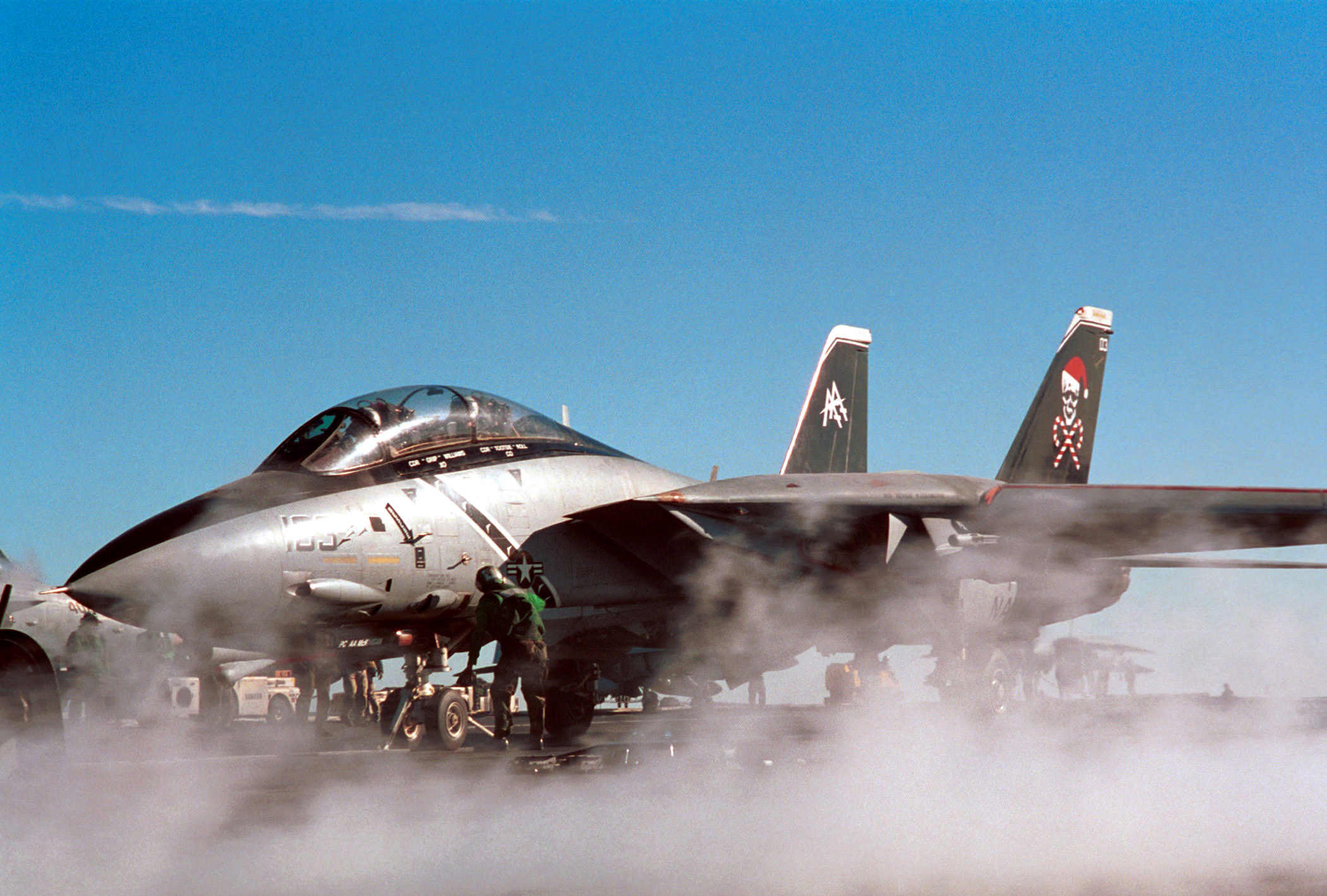
クリスマス塗装のF-14

F-14に機種変更してから2回目の航海中の1985年10月7日、アキレ・ラウロ号事件が発生、犯人は2日後に投降しエジプト航空機でリビアに脱出した。この事件で犯人グループはユダヤ系アメリカ人1名を殺害したため、アメリカ政府はアメリカに対するテロ行為だとして犯人の拘束を決定した。犯人の乗る航空機を強制着陸させるためにVF-103とVF-74のF-14が発進し、犯人の乗る機を囲むようにしてイタリアのシゴネラ基地へ強制着陸させた。
1991年の湾岸戦争時にはサラトガに搭載されて攻撃隊の護衛やTARPSによる爆撃効果判定を行った。VF-103は作戦4日目にSA-2によって1機を失っている。
1995年10月1日にVF-84が解隊された事に伴い、VF-103はスラッガーズからジョリーロジャースにニックネームを変更した。また、同年からLANTIRNの運用を開始した。その後はアライド・フォース作戦、サザン・ウォッチ作戦、不朽の自由作戦に従事、2003年からのイラク戦争時にはペルシャ湾上の空母ジョン・F・ケネディから384回、計1913時間にわたって作戦行動を行い、21発のGBU-12を投下している。
VF-103は2004年にF-14からF/A-18スーパーホーネットに機種変更し、同時にVFA-103に隊名を変更している。

## 登場作品

### ドキュメンタリー
『潜入！巨大空母アイゼンハワー』(ナショナルジオグラフィックチャンネル)
空母オーバーホール後の訓練に密着したドキュメンタリー。番組中に爆撃訓練の様子が撮影されている。

### ゲーム
『エースコンバット インフィニティ』
アメリカ国防総省の許可の下、本部隊と同じ塗装の「F-14D -JR- "Jolly Rogers"」と「FA-18F- JR -Jolly Rogers"」を期間限定で配布した。